# شطور مغاير
الشطور المغاير (بالإنجليزية: Heterophoria)، هو حالة تختلف فيها الاتجاهات التي تشير إليها العين في وضع الراحة بغياب الدمج الثنائي للصورة المرئية. بغياب الاندماج، قد تنحرف العين للداخل وتسمى الحالة بالشطور الإنسي، أو نحو الخارج وتسمى بالشطور الوحشي، أو للأعلى وتسمى بالشطور العلوي، أو للأسفل وتسمى بالشطور السفلي. تعرف أنواع الشطور هذه بالحول الكامن، لأن الانحراف يبقى كامنًا بوجود الاندماج ويظهر بغيابه. يرى الشخص ذو العينين الطبيعيتين صورة واحدة (عادةً) بسبب الاستخدام المشترك للنظامين الحسي والحركي. يعمل النظام الحركي على توجيه العينين إلى الهدف؛ أي تلتقط العينين كل ما في المجال (ولكن يقوم النظام الحركي بتصحيحها). يحدث الشطور المغاير عند الفصل بين العين اليسرى والعين اليمنى، أي عندما يكون الاندماج غائبًا. إذا قمت بتغطية عين واحدة (على سبيل المثال بيدك)، فأنت تزيل المعلومات الحسية حول موضع العين في المدار. بدون ذلك، سيزول منبه دمج الرؤية الثنائية، وستنتقل العين إلى وضع الراحة. يدعى الفرق بين موضع العين في هذه الحالة والمكان الذي ستكون فيه عندما تكون مكشوفة بالشطور المغاير. تسمى الحالة المناقضة للشطور المغاير، أي عندما تبقى العين مستقيمة خلال وضع الراحة وبغياب الاندماج، باستقامة البصر.
على النقيض من ذلك، يحدث في تباين التركيز انحراف صغير جدًا في اتجاهات العين بوجود الدمج الثنائي.
لا يسبب الشطور المغاير عادةً أي أعراض، ويسمى حينها بالشطور المعاوض. عندما يستخدم الاندماج للتكيف مع الشطور المغاير، فإنه يسمى حينها بالتجانح المعاوض. تظهر العلامات والأعراض في الحالات الشديدة، عندما لا يكون التجانح الاندماجي كافيًا للتغلب على الشطور المغاير، ويسمى حينها بالشطور المغاير غير المعاوض. قد يؤدي الشطور المغاير إلى الحول.

## التشخيص
يستخدم اختبار التغطية المتصالبة أو اختبار التغطية المتناوبة للكشف عن الشطور المغاير. تُغطى إحدى العينين، ثم ينقل الغطاء على الفور إلى العين الأخرى. عندما ينقل الغطاء إلى العين الأخرى، ستتحرك العين الأولى –المغطاة سابقًا- من نقطة منحرفة. يمكن فهم الفرق بين الحول المغاير والشطور المغاير بسهولة على النحو التالي: في الحول المغاير، يمكن اكتشاف الحركة المصححة للعين عن طريق اختبار التغطية البسيط، بينما في حالة الشطور المغاير، تكتشف هذه الحركة في اختبار التغطية المتصالبة فقط. يستطيع الأشخاص الذين يعانون من الشطور أن يستخدموا الاندماج الثنائي ويحافظوا عليه من خلال التجانح. يؤدي اختبار التغطية المتصالبة إلى كسر هذا الاندماج عمدًا، ما يجعل الخلل الكامن واضحًا.
يسمح اختبار التغطية المتناوبة بإجراء تقييم نوعي، بينما يعتمد التقييم الكمي لاضطرابات موضع العين الكامنة على اختبار لانكستر الأحمر والأخضر.
أبحر إرنست مادوكس في دراسة أنواع مختلفة من الشطور طوال حياته المهنية، وطور اختبار عصا مادوكس واختبار عصا مادوكس المزدوج، وهما حساسان بشكل خاص لانحرافات العين. يجب إجراء الاختبارات في إضاءة منخفضة، مع وجود مصدر ضوء خافت في بيئة تخلو من الأسطح المرآوية. تعرض الاختبار لانتقادات شديدة خلال الحرب العالمية الأولى بسبب افتقاره للدقة. مع ذلك، اكتشف لاحقًا سماح الفاحصين بدخول الكثير من الضوء إلى غرفة الاختبار، واستخدامهم مصدر ضوء شديد السطوع. يحفز الضوء -حتى المستويات المنخفضة منه- الاندماج، ولهذا السبب يجب إجراء الاختبار بأقل قدر من الضوء، كي يظهر الخلل لدى المريض.